# Chiemgau-Schichten
Die Chiemgau-Schichten sind eine stratigraphische Einheit, die in den Nördlichen Kalkalpen im Mittleren Jura abgelagert wurde.

## Bezeichnung
Die Chiemgau-Schichten sind nach ihrer Typlokalität – den Chiemgauer Alpen – benannt. Alternative Bezeichnungen sind Chiemgauer Schichten, Chiemgau-Serie, Doggerkieselschiefer, Doggerkieselkalke und Doggerhornsteinkalke. Im Englischen sind sie meist als Chiemgau Beds oder Chiemgau Series bekannt. Das Typusprofil befindet sich im von der Kampenwand herabkommenden Lochgraben südöstlich von Aschau.

## Erstbeschreibung
Eine Erstbeschreibung der Chiemgau-Schichten erfolgte 1976 durch Alexander Tollmann.
Volker Fahlbusch hatte jedoch bereits 1960 bis 1962 ausführlichere Studien durchgeführt.

## Vorkommen
Die Chiemgau-Schichten treten in den beiden Decken des Bajuvarikums auf, d. h. sie erscheinen sowohl in der Allgäu- als auch in der Lechtal-Decke der westlichen und östlichen Nördlichen Kalkalpen. Im Ostteil finden sie sich beispielsweise in der tiefbajuvarischen Frankenfelser-Decke sowie im Stirnbereich der hochbajuvarischen Lunzer- und Reichraminger-Decke, weiter südwärts dann in der ebenfalls hochbajuvarischen Sulzbach-Decke. Vorkommen in den mittleren und westlichen Kalkalpen sind unter anderem die bereits genannte Typlokalität nördlich der Kampenwand in den Chiemgauer Alpen, die Kocheler und Schlierseer Berge, das Ammergebirge mit Sonderausbildung und die Allgäuer Alpen.
In den Chiemgauer Alpen lassen sich die Chiemgau-Schichten von ihrer Typlokalität aus entlang der Lochgraben-Zinnkopf-Mulde der nördlichen Allgäu-Decke weiter nach Osten verfolgen. Sie erscheinen auch in Muldenzügen im Vorfeld der Lechtal-Überfahrung, beispielsweise in der Niedernfels-Mulde an der Hochwurz nördlich des Hochgerns und an der Bründlingalm nördlich des Hochfellns. In der Lechtal-Decke selbst finden sie sich vor allem an ihrem Südrand in der lang aushaltenden Oberwössener Mulde (von der Tiroler Achen bis zum Unternberg südlich von Ruhpolding) und in ihren Ablegern wie der Burgau-Mulde und der Rechenberg-Mulde.

## Stratigraphie

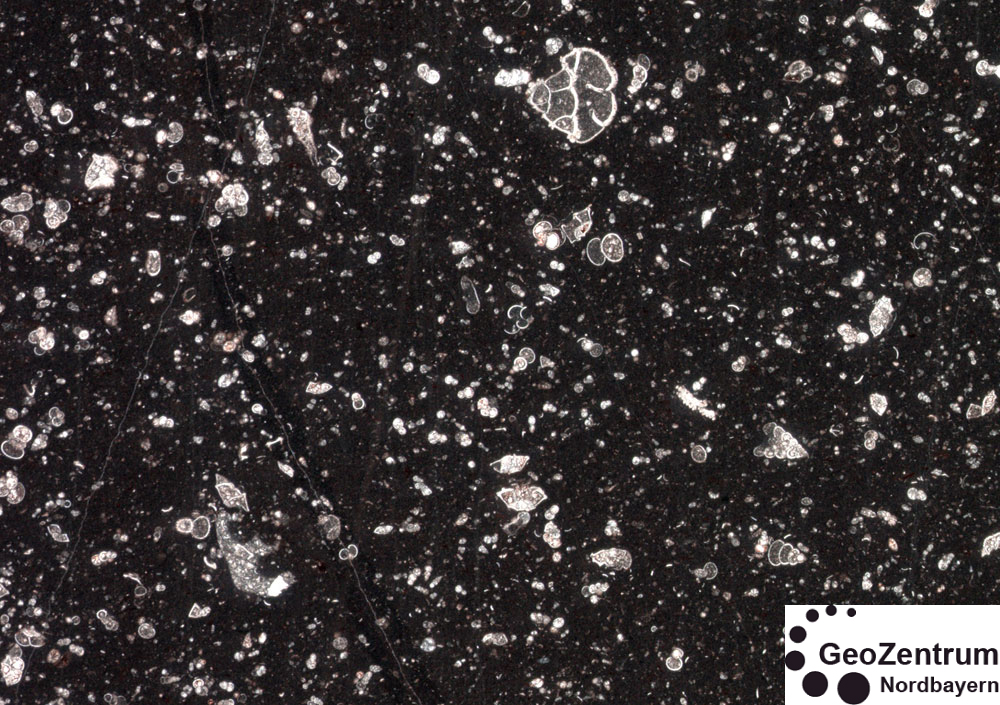
Typisches Wackestone-Gefüge

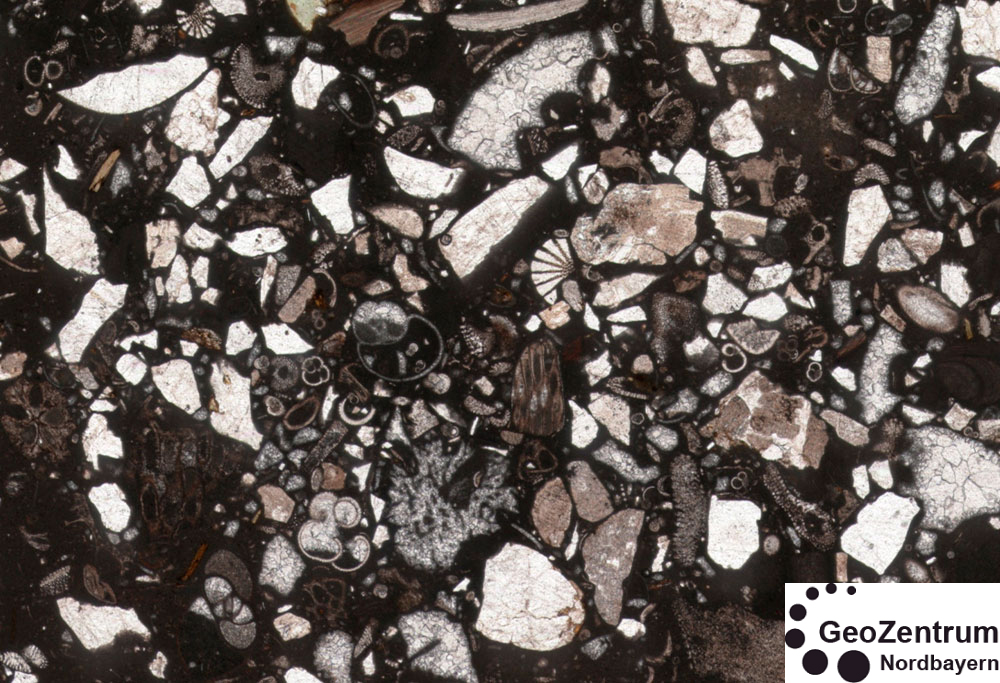
Ein typisches Packstone-Gefüge

Die 30 bis 60 Meter mächtigen Chiemgau-Schichten, im UmweltAtlas Geologie als nC designiert, folgen auf die Allgäu-Formation oder den Vilser Kalk. Überlagert werden sie von recht reinen Radiolariten der Ruhpolding-Formation. Der Übergang aus der Oberen Allgäu-Formation (Obere und Oberste Allgäu-Schichten) erfolgt graduell. Die Liegendgrenze wird meist durch den Oberrand der Fleckenmergel des Lias oder Tiefdoggers gegenüber den mit zunehmendem Kieselgehalt darüber folgenden Kieselschichten gebildet. 
Im unteren Abschnitt treten einige allodapische (ortsfremde), verkieselte Crinoidenlagen auf und im Hangenden 6 bis 8 Meter mächtiger Spatkalk und auch pseudooidischer Kalk. Die unteren Crinoidenlagen lassen sich möglicherweise mit dem Vilser Kalk korrelieren. Der Spatkalk im Hangenden enthält ebenfalls Crinoiden und lässt neuentstandene topographische Schwellen vermuten, deren erodierter Crinoidenbewuchs als Stengel und Stielglieder in umliegende Beckenbereiche geschüttet wurde (Echinodermenschuttkalk).
Die Liegendgrenze der Chiemgau-Schichten kann meist nur schlecht erfasst werden, da sie sich lithologisch nur wenig von den unterlagernden Gesteinen abheben. Die Doggerkieselkalke unterscheiden sich von den sehr ähnlichen Liaskieselkalken einmal durch die hellere Grundfarbe der Kalke; dann sind auch die Hornsteine in diesen Kalken heller, sie zeigen durchsichtige, honiggelbe Farbtöne. Für den höheren Teil des Doggers sind Spatkalke bezeichnend. Es sind dies meist hellfarbige, grau oder gelblich getönte und rote Bankkalke, deren spätige Ausbildung auf die Spaltflächen umkristallisierter Crinoidenreste zurückzuführen ist. 
Eine Sonderausbildung der Chiemgau-Schichten stellen die Kohlstattschichten dar. Diese sind schiefrig (Tonschiefer) und finden sich 6 Kilometer ostnordöstlich von Kochel. Sie unterscheiden sich durch ihren geringen bis fehlenden Kalkgehalt. Massenströme innerhalb der Kohlstattschichten deuten auf eine Regenerierung des Reliefs hin. In ihrer kieseligen Ausprägung ähneln die Kohlstattschichten bereits dem Ruhpoldinger Radiolarit.
Ein zeitliches Äquivalent der Chiemgau-Schichten ist die Strubberg-Formation des Tirolikums.
Die Chiemgau-Schichten sind aufgrund ihrer mikrofaziellen Charakteristika als radiolarienhaltige Wackestones und Packstones anzusehen, in die teilweise allodapische Crinoidenlagen eingeschaltet sein können. In Lithologie und Mikrofazies ähneln sie Formationen aus der Ruhpoldinger Radiolarit-Gruppe.
Ihr Ablagerungsmilieu war eine hemipelagische Beckensequenz.

## Lithologie
Lithologisch handelt es sich bei den Chiemgau-Schichten um hell- bis dunkelgraue, auch rotbraune, gut gebankte Kieselkalke, kieselige Tonsteine (Kieselschiefer), Kieselfleckenmergel, hornsteinführende Kalke (Hornsteinkalke mit Hornstein-Knauern/Knollen und Hornstein-Lagen) und Hornsteinspatkalke. Die grau bis rotbraunen, massigen Kalke sind spätig ausgebildet und enthalten Echinodermen-Schutt und Hornsteinknollen. 
Bei der Kieselsubstanz dieser Gesteine handelt es sich um Chalcedon, das zungenförmig in kalkige Säume hineingreift, diese anfrisst oder völlig verdrängt. Auch sind mit Kalkspat ausgefüllte Organismenreste mehrfach bis auf kleine Reste durch lappenförmig vordringenden Chalcedon ersetzt. Diese Erscheinungen weisen darauf hin, dass die Kieselsäure ursprünglich im Sediment gleichmäßig verteilt war und erst bei der Diagenese mobilisiert und in einzelnen Lagen oder Partien konzentriert wurde. Dabei wurde der Kalk teilweise oder vollständig durch die Kieselsäure metasomatisch verdrängt. 
Die Chiemgau-Schichten können intern teils stark verfaltet sein. In Abhängigkeit von der Bankmächtigkeit der Schichten zeigen dünngebankte Lagen (4 bis 5 Zentimeter dick) eine eigentümliche Spezialfaltung, die bei zunehmender Bankstärke (12 bis 20 Zentimeter dick) in nur noch wellige Verbiegungen übergeht.

## Fossilgehalt
Die Chiemgau-Schichten enthalten gelegentlich Ammoniten,, Radiolarien und seltene Schwammnadeln und Schwammrhaxen. Die Ammoniten treten hauptsächlich im weniger verkieselten Liegenden auf. Ammonitenfunde wie Chondroceras densicostatum und Stephanoceras plicatissimum belegen Bajocium (Dogger δ), das Taxon Cadomites sp. höheren Dogger. Gefunden wurden ferner Canavarella und Graphoceras opacum (Dogger γ), Harpoceras, Ludwigia concava (Dogger β/γ), Ludwigia costosa, Lytoceras rasile, Morphoceras, Otoites contractus, Phylloceras sp. und Skirroceras latidorsum. Der Spatkalk des Hangenden ist reich an Crinoiden (Taxon Pentacrinus subangularis). Untergeordnet finden sich auch Belemniten wie Belemnopsis canaliculatus, Hastites helveticus, Hibolites württembergicus und Megateuthis pyramidalis, Brachiopoden mit den Taxa Rynchonella, Terebratula, Waldheimia und Zeilleria sowie Muscheln wie Pecten sp., Pecten pumilus und Posidonomya alpina, selten auch Reste von fenestraten Bryozoen, Echinodermen (Seeigelstacheln von Cidaris), benthische Foraminiferen wie Ammodiscus, Cornuspira, Exoguttulina, Frondicularia, Involutina, Lenticulina, Nodosaria, Quinqueloculina, Protopeneroblis striata, Textularia und Trocholina sowie Korallen (Anthozoa), Holothuriensklerite, Ophiuren und Ostrakoden.

## Alter
Die Chiemgau-Schichten wurden im Verlauf des mittleren bis späten Doggers sedimentiert. Das Liegende stammt laut Fahlbusch (1962) aus dem Bajocium, ansonst sind Alter von Bathonium bis Callovium zu verzeichnen. Das Hangende erreicht möglicherweise unterstes Oxfordium. Die Chiemgau-Schichten überdecken somit den Zeitraum von 171 bis 161 Millionen Jahren.